# Andrzej Byrt
Andrzej Jan Byrt (ur. 20 września 1949 w Poznaniu) – polski ekonomista, urzędnik państwowy i dyplomata. Ambasador RP w Niemczech (1995–2001, 2002–2006) oraz we Francji (2015–2016), wiceminister w resortach współpracy gospodarczej z zagranicą (1991–1995) oraz spraw zagranicznych (2001–2002), w latach 2009–2014 prezes zarządu Międzynarodowych Targów Poznańskich.

## Życiorys
Absolwent Wyższej Szkoły Ekonomicznej w Poznaniu, pracował na tej uczelni (1972–1977). Uzyskał stopień doktora nauk ekonomicznych. Od 1978 do 1986 zawodowo związany z Międzynarodowymi Targami Poznańskimi, dochodząc do stanowiska dyrektora naczelnego. Później był radcą handlowym w ambasadzie Polski w Brukseli (1987–1992) i podsekretarzem stanu w Ministerstwie Współpracy Gospodarczej z Zagranicą (od 10 marca 1992 do 15 grudnia 1995). Nadzorował m.in. stosunki z krajami OECD, Unii Europejskiej, EFTA, CEFTA, GATT.
Od listopada 1995 do marca 2001 był po raz pierwszy ambasadorem nadzwyczajnym i pełnomocnym w Republice Federalnej Niemiec. W 2001 w rządzie Leszka Millera objął stanowisko podsekretarza stanu w Ministerstwie Spraw Zagranicznych. Złożył wówczas oświadczenie lustracyjne, w którym przyznał się do współpracy ze służbami specjalnymi PRL. Od listopada 2002 ponownie pełnił funkcję ambasadora w Niemczech, zakończył urzędowanie w sierpniu 2006.
Był później doradcą zarządu MTP, a w latach 2009–2014 prezesem zarządu targów. Został również prezesem rady Polskiej Izby Przemysłu Targowego oraz członkiem rady Fundacji Aleksandra Kwaśniewskiego „Amicus Europae” i rady Teatru Muzycznego w Poznaniu. Powoływany również w skład Komitetu Nauk Ekonomicznych Polskiej Akademii Nauk.
W 2014 powrócił do pracy w dyplomacji, w listopadzie 2014 otrzymał nominację na ambasadora RP we Francji (stanowisko objął w styczniu 2015), został akredytowany także w Monako. W lipcu 2016 odwołano go z tych stanowisk, zakończył urzędowanie 31 sierpnia 2016. Objął następnie ponownie funkcję doradcy zarządu Międzynarodowych Targów Poznańskich.

## Odznaczenia i wyróżnienia
W 1997 prezydent Aleksander Kwaśniewski przyznał mu Krzyż Oficerski Orderu Odrodzenia Polski, a w 2011 prezydent Bronisław Komorowski odznaczył go Krzyżem Komandorskim tego orderu. Otrzymał także Wielki Krzyż Orderu Zasługi Republiki Federalnej Niemiec, a także estoński Order Białej Gwiazdy II klasy.
W 2015 przyznano mu tytuł „Ambasadora Marki Wielkopolski”. W 2016 otrzymał tytuł doctora honoris causa Uniwersytetu Ekonomicznego w Poznaniu.